# Matthew Gray Gubler
Matthew Gray Gubler (ur. 9 marca 1980 w Las Vegas) – amerykański aktor, reżyser, scenarzysta i producent filmowy, rysownik i model.

## Życiorys

### Wczesne lata
Urodził się w Las Vegas jako syn Marilyn (z domu Kelch), farmerki i konsultantki politycznej, i Johna Gublera, adwokata. Jego rodzina miała pochodzenie niemieckie, angielskie, irlandzkie, manx, szkockie i holenderskie. Wychowywał się w spokojnej okolicy, niedaleko Bob Baskin Park w Las Vegas ze starszą siostrą Laurą Dahl (ur. 1974), która została projektantką mody. Uczęszczał do Las Vegas Academy of International Studies, Performing and Visual Arts. W 2002 roku ukończył nowojorską Tisch School of the Arts przy Uniwersytecie Nowojorskim.

### Kariera
Dorabiał jako model dla DNA Model Management, reklamując wyroby takich projektantów mody jak Tommy Hilfiger, Marc Jacobs, Burberry i Louis Vuitton.
W 2005 roku został zaangażowany do roli genialnego doktora Spencera Reida w serialu CBS Zabójcze umysły (Criminal Minds). Otrzymał niewielką rolę w familijnej komedii przygodowej RV: Szalone wakacje na kółkach (RV, 2006) jako disreputed Joe Joe. Użyczył swojego głosu Simonowi, bohaterowi filmu animowanego Alvin i wiewiórki (Alvin and the Chipmunks, 2007) u boku Jasona Lee, Jesse McCartney i Justina Longa. Zadebiutował jako reżyser filmu krótkometrażowego Claude: A Symphony of Horror.

## Życie prywatne
Gubler dzieli swój czas pomiędzy Los Angeles, Las Vegas i Nowy Jork. W 2009 zwichnął kolano podczas tańca. Uraz wymagał trzech zabiegów chirurgicznych i prawie rocznej rekonwalescencji.
29 listopada 2014 w Los Angeles, po uzyskaniu w październiku tego roku licencji pastora, udzielił ślubu parze swoich przyjaciół - Paget Brewster (Zabójcze umysły) i Steve'owi Damstrze.

## Filmografia

### Obsada aktorska

#### Filmy fabularne
- 2004: Podwodne życie ze Stevem Zissou (The Life Aquatic with Steve Zissou) jako Stażysta
- 2006: RV: Szalone wakacje na kółkach (RV) jako Joe Joe
- 2007: Alvin i wiewiórki (Alvin and the Chipmunks) jako Simon (głos)
- 2008: Pornstar jako Ziggy
- 2008: How to Be a Serial Killer jako Bart
- 2008: The Great Buck Howard
- 2009: 500 dni miłości (500 Days of Summer) jako Paul
- 2009: Alvin i wiewiórki 2 (Alvin and the Chipmunks The Squeakquel) jako Simon Seville (głos)
- 2011: All-Star Superman jako Jimmy Olsen (głos)
- 2011: Scooby Doo: Epoka Pantozaura (Scooby-Doo! Legend of the Phantosaur) jako Winsor (głos)
- 2012: Chirurgiczna precyzja (Excision) jako pan Claybaugh
- 2014: Batman: Assault on Arkham jako Edward Nygma/Zagadka
- 2014: Suburban Gothic jako Raymond
- 2015: Band of Robbers jako Joe Harper
- 2015: Alvin i wiewiórki: Wielka wyprawa jako Simon Seville (głos)
- 2016: Trash Fire jako Caleb
- 2016: 68 Kill jako Chip
- 2018: Kochanek idealny (Zoe) jako Michael

#### Seriale TV
- 2005-: Zabójcze umysły (Criminal Minds) jako dr Spencer Reid
- 2011: Celebrity Ghost Stories w roli samego siebie
- 2012: The Beauty Inside jako Alex #26 / Alex #46
- 2016: @midnight w roli samego siebie

### Reżyseria
- 2001: Claude: A Symphony of Horror
- 2001: Dead or Retarded
- 2004: The Cactus That Looked Just Like a Man (także scenariusz, producent filmowy)
- 2005: Matthew Gray Gubler's Life Aquatic Intern Journal (także scenariusz, producent filmowy)
- 2006: Matthew Gray Gubler: The Unauthorized Documentary (także scenariusz, producent filmowy)
- 2006: teledysk „Reagan” zespołu Whirlwind Heat
- 2007: teledysk „Don't Shoot Me Santa” zespołu The Killers